# Böheimschlag
Böheimschlag ist eine Ortschaft in der Stadtgemeinde Bad Leonfelden im Mühlviertel in Oberösterreich. Die Ortschaft hat 4 Einwohner (Stand: 1. Jänner 2024).

## Geographie
Die Ortschaft liegt in den Südlichen Böhmerwaldausläufern. Sie ist Teil der Katastralgemeinde Weigetschlag und des Zählsprengels Bad Leonfelden-Umgebung. Zur Ortschaft Böheimschlag gehören 5 Adressen (Stand: 1. April 2020). Sie umfasst die gleichnamige Rotte Böheimschlag.
Böheimschlag befindet sich im Einzugsgebiet des Granitzbachs. Im Süden der Ortschaft verläuft die Europäische Hauptwasserscheide zwischen Atlantik und Schwarzem Meer. Bei der Ökofläche der Lesesteinzeilen Böheimschlag im Norden der Ortschaft handelt es sich um Steinriegel, die stark dem Wind ausgesetzt und üppig mit Flechten bewachsen sind.

## Geschichte
Böheimschlag wurde im Jahr 1356 als Pehaimslag urkundlich erwähnt. Der Ortsname stammt vom mittelhochdeutschen bêheim für ‚Böhme‘, was auch einen Personennamen meinen kann, und vom mittelhochdeutschen Rodungsnamen slag für ‚Rodung mit der Axt‘.
Laut Adressbuch von Österreich waren im Jahr 1938 in Böheimschlag ein Gastwirt, eine Mühle samt Sägewerk und einige Landwirte ansässig.

## Wintersport
Im Gebiet zwischen den Siedlungen Böheimschlag und Weigetschlag gibt es mehrere Loipen: die 2,9 Kilometer lange, leichte Nordstern-Weigetschlag-Bründlrunde, die 7,6 Kilometer lange, schwere Nordstern-Weigetschlag-DNAsport-Runde und die 6,1 Kilometer lange, mittelschwere Nordstern-Weigetschlag-Raiffeisenrunde.